# John Harryson
John Edvard Harryson (Katrineholm, 17 de abril de 1926 – 28 de noviembre de 2008) fue un actor sueco. Era el padre del actor y presentador de televisión Peter Harryson. 
Harrysson fue un reputado actor en Suecia. También fue conocido en Suecia por su actuaciones de doblaje, encarnado al Tío Gilito, Ígor de Winnie the Pooh, Doctor Snuggles, Epi de Barrio Sésamo o el Sheriff de Nottingham en Robin Hood (1973).

## Filmografía
- Bëgar (1946)
- Un verano con Mónica (1953)
- Ung man söker sällskap (1958)
- Darling of Mine (1955)
- Every Afternoon (1972)
- Ärztinnen (1984)